# Saint-Clément-des-Baleines
Saint-Clément-des-Baleines és una comuna francesa situada a l'Illa de Ré, al departament de la Xaranta Marítima i a la regió de la Nova Aquitània. L'any 2007 tenia 724 habitants. Deu el seu nom al gran nombre de cetacis passant a prop de la seva costa, o fins i tot encallant-s'hi.

## Demografia

### Població
El 2007 la població de fet de Saint-Clément-des-Baleines era de 724 persones. Hi havia 369 famílies de les quals 136 eren unipersonals (76 homes vivint sols i 60 dones vivint soles), 149 parelles sense fills, 76 parelles amb fills i 8 famílies monoparentals amb fills.
La població ha evolucionat segons el següent gràfic:
Habitants censats

### Habitatges
El 2007 hi havia 1.482 habitatges, 374 eren l'habitatge principal de la família, 1.075 eren segones residències i 33 estaven desocupats. 1.310 eren cases i 167 eren apartaments. Dels 374 habitatges principals, 269 estaven ocupats pels seus propietaris, 84 estaven llogats i ocupats pels llogaters i 20 estaven cedits a títol gratuït; 15 tenien una cambra, 32 en tenien dues, 73 en tenien tres, 101 en tenien quatre i 152 en tenien cinc o més. 326 habitatges disposaven pel capbaix d'una plaça de pàrquing. A 212 habitatges hi havia un automòbil i a 139 n'hi havia dos o més.

### Piràmide de població
La piràmide de població per edats i sexe el 2009 era:
| Homes | Edats   | Dones |
| ----- | ------- | ----- |
| 0     | 95 o +  | 0     |
| 4     | 90 a 94 | 4     |
| 12    | 85 a 89 | 8     |
| 12    | 80 a 84 | 16    |
| 16    | 75 a 79 | 20    |
| 16    | 70 a 74 | 20    |
| 20    | 65 a 69 | 40    |
| 40    | 60 a 64 | 16    |
| 28    | 55 a 59 | 16    |
| 24    | 50 a 54 | 16    |
| 20    | 45 a 49 | 20    |
| 28    | 40 a 44 | 44    |
| 32    | 35 a 39 | 28    |
| 16    | 30 a 34 | 16    |
| 32    | 25 a 29 | 8     |
| 4     | 20 a 24 | 28    |
| 0     | 15 a 19 | 12    |
| 12    | 10 a 14 | 20    |
| 28    | 5 a 9   | 16    |
| 20    | 0 a 4   | 4     |

## Economia
El 2007 la població en edat de treballar era de 405 persones, 298 eren actives i 107 eren inactives. De les 298 persones actives 267 estaven ocupades (152 homes i 115 dones) i 31 estaven aturades (13 homes i 18 dones). De les 107 persones inactives 56 estaven jubilades, 16 estaven estudiant i 35 estaven classificades com a «altres inactius».

### Ingressos
El 2009 a Saint-Clément-des-Baleines hi havia 384 unitats fiscals que integraven 758 persones, la mediana anual d'ingressos fiscals per persona era de 20.590 €.

### Activitats econòmiques
Dels 71 establiments que hi havia el 2007, 3 eren d'empreses extractives, 1 d'una empresa de fabricació d'altres productes industrials, 10 d'empreses de construcció, 19 d'empreses de comerç i reparació d'automòbils, 2 d'empreses de transport, 14 d'empreses d'hostatgeria i restauració, 2 d'empreses financeres, 9 d'empreses immobiliàries, 6 d'empreses de serveis i 5 d'empreses classificades com a «altres activitats de serveis».
Dels 22 establiments de servei als particulars que hi havia el 2009, 1 era un taller de reparació d'automòbils i de material agrícola, 4 paletes, 1 lampisteria, 4 electricistes, 1 perruqueria, 8 restaurants, 2 agències immobiliàries i 1 saló de bellesa.
Dels 10 establiments comercials que hi havia el 2009, 1 era una botiga de menys de 120 m², 1 una fleca, 1 una llibreria, 4 botigues de roba, 1 una botiga d'equipament de la llar, 1 una botiga de material de revestiment de parets i terra i 1 una floristeria.
L'any 2000 a Saint-Clément-des-Baleines hi havia 8 explotacions agrícoles.

## Equipaments sanitaris i escolars
El 2009 hi havia una escola elemental integrada dins d'un grup escolar amb les comunes properes formant una escola dispersa.

## Poblacions més properes
El següent diagrama mostra les poblacions més properes.